# William A. Peffer
William Alfred Peffer (Contea di Cumberland, 10 settembre 1831 – Grenola, 6 ottobre 1912) è stato un politico statunitense.
Fu senatore degli Stati Uniti eletto in Kansas, noto per essere stato il primo di sei populisti (due dei quali, più di qualsiasi altro stato, provenivano dal Kansas) eletti al Senato degli Stati Uniti. In Senato era riconoscibile per la sua enorme barba fluente. Il suo nome fu anche proposto come possibile candidato presidenziale nel 1896, come indipendente.

## Biografia
Nato nella contea di Cumberland, Pennsylvania, Peffer frequentò le scuole pubbliche e iniziò a insegnare all'età di 15 anni. Partecipò alla corsa all'oro a San Francisco, in California, nel 1850 e si trasferì nell'Indiana nel 1853, nel Missouri nel 1859 e nell'Illinois nel 1862. Durante la guerra civile si arruolò nell'esercito dell'Unione come soldato semplice, fu promosso a sottotenente e servì come quartiermastro del reggimento e aiutante, post aiutante, magistrato della commissione militare e del dipartimento dell'esercito, studiò legge e fu ammesso alla professione legale nel 1865, iniziando a praticare a Clarksville, nel Tennessee . Si trasferì a Fredonia, Kansas nel 1870 dove continuò a praticare come legale, infine acquistò e curò il Fredonia Journal .
Peffer fu membro del Senato del Kansas dal 1874 al 1876 e si trasferì a Coffeyville, nel Kansas, dove nel 1875 curò il Coffeyville Journal ed esercitò la professione di avvocato. Fu un grande elettore repubblicano alle presidenziali del 1880 e direttore del Kansas Farmer a Topeka nel 1881. Fu eletto come Populista al Senato degli Stati Uniti per il Kansas e prestò servizio dal 4 marzo 1891 al 3 marzo 1897. Fu un candidato non eletto nel 1896, essendo stato battuto dal collega populista William A. Harris, rendendo Peffer l'unico senatore populista ad essere stato sostituito da un collega populista. Mentre era al Senato, fu presidente della Commissione per il Riesame degli Uffici della pubblica amministrazione (Cinquantatreesimo e Cinquantaquattresimo Congresso). Nel 1898, fu un candidato non eletto come governatore del Kansas, e in seguito si impegnò in attività letterarie. Peffer morì a Grenola, Kansas nel 1912 e fu sepolto nel cimitero di Topeka con una lapide governativa come soldato.

## Opere
- Populism: Its Rise and Fall. [1899] Peter H. Argersinger (ed.). Lawrence, KS: University Press of Kansas, 1992.